# (2553) Viljev
(2553) Viljev (1979 FS2) – planetoida z grupy pasa głównego asteroid okrążająca Słońce w ciągu 5,44 lat w średniej odległości 3,09 j.a. Odkryta 29 marca 1979 roku.